# Salem (Oklahoma)
Salem é uma Região censo-designada localizada no estado norte-americano de Oklahoma, no Condado de Adair.

## Demografia
Segundo o censo norte-americano de 2000, a sua população era de 89 habitantes.

## Geografia
De acordo com o United States Census Bureau tem uma área de 8,6 km².

## Localidades na vizinhança
O diagrama seguinte representa as localidades num raio de 12 km ao redor de Salem.